# Oplatocera grandis
Oplatocera grandis là một loài bọ cánh cứng trong họ Cerambycidae.